# Patty Shepard
Pour les articles homonymes, voir Shepard.
Patty Shepard est une actrice américaine, née le 1er octobre 1945 à Greenville et morte le 3 janvier 2013 à Madrid. Elle a travaillé uniquement en Europe. Elle est la sœur de Judith Chapman et l'épouse de Manuel de Blas.

## Mort
Elle meurt d'une crise cardiaque , le 3 janvier 2013 à 67 ans.

## Filmographie partielle
- 1966 : Ça barde chez les mignonnes (Residencia para espías) de Jesús Franco
- 1967 : Opération Re Mida (Lucky, el intrépido) de Jesús Franco
- 1970 : Dracula contre Frankenstein (Los monstruos del terror) de Tulio Demicheli
- 1971 : Les Pétroleuses de Christian-Jaque
- 1971 : La Furie des vampires de León Klimovsky
- 1971 : El techo de cristal d'Eloy de la Iglesia
- 1972 : Folie meurtrière (Mio caro assassino) de Tonino Valerii
- 1973 : Les Colts au soleil de Peter Collinson
- 1974 : La Brute, le Colt et le Karaté (Là dove non batte il sole) d'Antonio Margheriti
- 1974 : Attention, on va s'fâcher ! de Marcello Fondato
- 1988 : Mutations de Juan Piquer Simón